# Konstantin Ėggert
Konstantin Ėggert (Mosca, 9 ottobre 1883 – Mosca, 24 ottobre 1955) è stato un attore sovietico.

## Filmografia parziale

### Attore
- Aėlita (1924)
- Il matrimonio dell'orso (1925)
- V gorod vchodit' nel'zja (1939)